# Le Bonnet à poil
Le Bonnet à poil est un film français réalisé par Alice Guy en 1907.

## Synopsis
Intrigues amoureuses sous le Premier Empire.
La cuisinière d’une maison bourgeoise attend avec impatience une visite galante : la cloche sonne. Arrive un beau militaire en uniforme chamarré et coiffé d’un impressionnant bonnet à poil. L’idylle est hélas de courte durée puisque la cloche sonne à nouveau : le prétendant se cache dans une armoire. Il était temps ! car c’est la maîtresse de maison qui rentre. Elle envoie son employée faire une course. En l’attendant, son attention est attirée par un mystérieux plumet qui s’agite au sommet de l’armoire. Afin de satisfaire sa curiosité, elle construit un échafaudage précaire avec la table de cuisine et une chaise, mais perd l’équilibre et tombe dans l’armoire.
On sonne à nouveau ! Monsieur, s’étonnant de ne rien voir venir, se décide à aller ouvrir lui-même après avoir déploré l’incurie de son personnel. Mais il est récompensé de ses efforts : il s’agit d’une charmante personne à qui il ne tarde guère à conter fleurette. La nouvelle idylle est également interrompue par le retour soudain de la cuisinière.
C’est alors que l’armoire est prise de mouvements inconsidérés. En pensant libérer son soupirant, l’employée de maison ouvre en fait la boîte de Pandore : Madame demande des comptes à Monsieur sur son comportement avec la belle visiteuse, Monsieur ce que faisait Madame enfermée dans une armoire en galante compagnie, et la cuisinière à son beau militaire comment il se fait qu’il ne soit plus seul. Ce dernier lissant sa moustache lui fait comprendre que le charme de l’uniforme…

## Fiche technique
- Titre : Le Bonnet à poil
- Réalisation : Alice Guy
- Société de production : Société L. Gaumont et compagnie
- Pays d'origine :  France
- Genre :  Vaudeville
- Durée : 5 minutes
- Date de sortie : 1907
- Licence : Domaine public

## Autour du film
Le film est tourné dans un décor unique qui s’apparente à celui d’un théâtre : on voit ainsi les murs onduler au plus fort de l’action.